# Мукачівська греко-католицька єпархія

Карта

Мукачівська греко-католицька єпархія (церква) — церковно-адміністративна одиниця візантійського обряду, яка підпорядковується напряму Святому Престолу Католицької Церкви. (sui juris)
Єпархія має окремішній статус від УГКЦ історично обумовлений існуванням у відмінних політичних умовах, ніж решта греко-католиків України. Проте з часу відновлення незалежності України було розпочато низку ініціатив, для досягнення повної єдності всіх греко-католиків України. Мукачівська єпархія є матірною для Словацької та Угорської греко-католицьких церков, Пітсбургської греко-католицької митрополії, Екзархату Чеської Республіки, а також частково для Греко-католицької церкви Хорватії та Сербії.
Станом на 2008 рік МГКЄ налічувала 242 храми, з них: 122 — храми, які були повернуті (до 1949 року єпархія налічувала 440 церков, з них 40 було зруйновано), 120 — новозбудовані, 65 — будувалися у той час.

## Історія
Початки християнства на території Закарпаття сягають кирило-мефодіївських часів (друга половина IX ст.), місцеві жителі прийняли християнство візантійського обряду ще до розділення церкви у 1054 році. За переказами, Кирило й Мефодій, ідучи в Моравію, декілька місяців жили на Закарпатті, від них закарпатці й отримали християнську віру й церковнослов'янське богослужіння. В період розквіту Київської Русі (IX—X століттях) закарпатська православна єпархія була підпорядкована Київській митрополії.
Осередком Мукачівської єпархії протягом багатьох століть був Мукачівський монастир на Чернечій горі, заснований подільським князем Федором Корятовичем. Згадки про перших єпископів, які проживали в цьому монастирі, датуються XV ст. (Грамота угорського короля Матяша Гуняді з 1458 року).
1491 рік — перша документальна згадка про православну Мукачівську єпархію.
24 квітня 1646 року в каплиці Ужгородського замку: з ініціативи єпископа-василіянина Василя Тарасовича, 63 священники засвідчили єдність із Католицькою Церквою (укладена Ужгородська унія).
1663 рік —  визначено умови, на яких Мукачівська єпархія може бути включена до Київської митрополії. Однак через спротив вдови Ференца Ракоція II, Мукачівська єпархія підпорядковується угорському Егерському єпископу.
У цих умовах «православний» Василь Тарасович († 1651) створив необхідні передумови для свого наступника Парфенія Петровіча, який став першим греко-католицьким єпископом Мукачева. 1690 року папа Олександр VIII та австрійський імператор призначають єпископом Мукачівської єпархії Йосифа де Камеліса. Останній поширює унію на значні маси населення Мукачева і Березького комітату.
Наприкінці XVII—XVIII століття, зловживаючи фактом підпорядкованості Мукачівської єпархії, Егерський римо-католицький єпископ вдався до систематичних спроб латинізації її обряду та насильного переведення на григоріанський календар.
7 квітня 1707 — папа Климент XI призначив Перемиського єпископа Юрія Винницького апостольським адміністратором Мукачівської єпархії.
7 березня 1715 — єпархіальний синод висловив протест проти призначення генеральним вікарієм Мукачівської єпархії римо-католицького священика та зрікся підпорядкування Егерському римо-католицькому єпископу.
9 грудня 1716 — Київський митрополит Лев Кишка висвятив на єпископа Юрія Бізанція, якого Папа Климент XI іменував «апостольським вікарієм у Мукачівській єпархії та інших здобутих територіях Мадярщини».
1730–1740-ті рр. — століття Мукачівська єпархія остаточно втратила свою церковну незалежність і потрапила під владу римо-католицького єпископа в Егері.
1744 — у Мукачеві, завдяки старанням єпископа Мануїл Ольшавського, відкрита богословська школа. Навчання велося «русинською мовою».
1764 — єпархіальний синод у Мукачеві постановив «раз і назавжди розірвати свою залежність від Егерського єпископа»
19 вересня 1771 — Папа Климент XIV буллою «Eximie Regalium Principium» вивів Мукачівську єпархію з безпосереднього підпорядкування римо-католицького єпископа в Егері, наділивши наглядовими функціями над нею угорського римо-католицького Естергомського архієпископа.

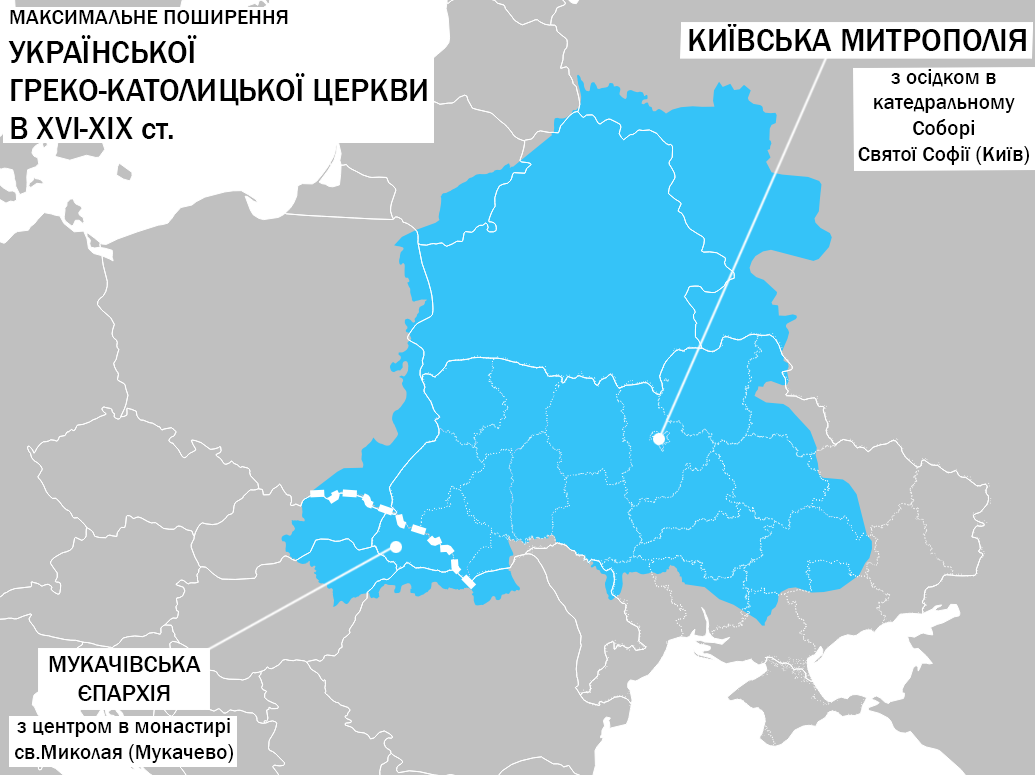
Територія максимального поширення Української Греко-Католицької Церкви в XVI—XIX століттях

Замість назви «Унійна Церква» на прохання єпископів Віденського синоду (1773 року) запроваджена назва «Греко-Католицька церква». Львівський єпископ Лев Шептицький запропонував об'єднати всі руські греко-католицькі єпархії Габсбурзької імперії. Найреальнішим кандидатом на сан митрополита був єпископ Мукачівської єпархії Андрій Бачинський. Проте угорські церковні та державні кола не допустили створення єдиної руської митрополії.
1780 — єпископ А. Бачинський переносить свою резиденцію з Мукачева до Ужгорода. Туди ж переміщається богословська школа, реорганізована у духовну семінарію.
Протягом XVII—XVIII століть Мукачівська єпархія виборювала незалежність від угорського латинського єпископату. Ця боротьба завершилась у 1771 році, коли Папа Климент XIV остаточно проголосив незалежність Мукачівської єпархії від латинського Егерського єпископа. До єпархії ввійшло 711 парафій і 560000 вірян, які проживали на території сьогоднішнього Закарпаття, Пряшівщини, Мармарощини та Угорщини.
Після смерті єпископа Олексія Повчія (28 липня 1817 — 11 липня 1831) в 1831 канонік Іван Чургович управляв Мукачівською греко-католицькою єпархією як капітульний вікарій до висвячення на єпископа в 1838 році Василя Поповича. В той період він був ініціатором створення кафедрального хору в Ужгороді. Єп. Попович звільнив Чурговича з посади капітульного вікарія і назначив директором Ужгородської учительської семінарії, яким той був у 1839—1861 рр.
18 березня 1838 року м. Львів — львівський митрополит Михайло Левицький у співслужінні з єпископом Іваном Снігурським висвятив майбутнього Мукачівського єпископа Василя Поповича. На честь цієї події на Галичині опубліковано два панегірики.

### Материнська церква та розростання єпархії
Мукачівська єпархія тоді займала територію від Попраду до Білої Тиси та від вододілу Карпатського хребта до Великої угорської долини (площею 56800 кв. км), яка тепер розділена між 4 державами (Україною, Угорщиною, Словаччиною та Румунією), а тоді — між 13 комітатами Угорщини. На цій території мешкали 542 000 греко-католицького населення (русинів-українців, румунів, словаків, угорців, тощо), зорганізованих у 735 парафіях і 1660 філіях, які мали загалом 1310 храмів.
За адміністративним поділом за часів єпископа Андрея Бачинського Мукачівська єпархія була поділена на 11 архідияконатів (з яких два мали статус вікаріатів), а саме:
- Абово-Турнянський — 22 парафії;
- Березський — 76 парафій;
- Боршодський — 11 парафій;
- Земплинський — 131 парафія;
- Марамароський вікаріат — 132 парафії;
- Саболчський — 39 парафій;
- Списько-Гронський — 23 парафії;
- Сукмарський вікаріат — 127 парафій;
- Угочанський — 32 парафії;
- Ужанський — 68 парафій
- Шариський — 74 парафії.

Створення Мукачівської єпархії сприяло розвитку релігійно-культурного життя краю. 72 парафії Мукачівської єпархії прилучено до Велико-Варадинської єпархії (1815). Також з Мукачівської єпархії були відділені нові єпархії:
- Крижавецька (1777),
- Пряшівська (1818), яка стала основою до створення Словацької греко-католицької церкви, 22 вересня 1818 була виділена Пряшівська греко-католицька єпархія у складі: 194 парохій з близько 150 000 вірних, які від 1787 утворювали так званий Кошицький Римо-Католицький Вікаріат (з осідком у Кошицях, з 1792 — у Пряшеві).

Спершу за ініціативи мадярської влади були утворені Мармароський та Сукмарський вікаріати Мукачівської єпархії, а 1787 року на прохання Мукачівського владики Андрія Бачинського — Кошицький вікаріат на території сучасної Словаччини. Першим вікарієм став канонік Іван Пастелій. Пізніше осідок вікаріату був перенесений з Кошице до Пряшева. І хоча єпископ Бачинський виступав проти поділу самої єпархії, цей процес вже став невідворотним. За це виступали як певні сили в самій єпархії, так і мадярська адміністрація та церковне керівництво, що намагалось не допустити утворення греко-католицької митрополії в Угорщині. Внутрішні непорозуміння лише прискорили розділення. Утворення завершилось 1815 року рішенням цісаря Франца І, який на основі «верховного права патронату» своїм указом виділив із Мукачівської єпархії 194 парафії (150 000 вірних) і таким чином заклав основу Словацької Церкви. Офіційно єпархія була проголошена тільки в 1818 році, коли 22 вересня оприлюднили рішення Римського престолу. Пряшівська єпархія підпорядковувалася латинському митрополитові Естрегома. І лише 1937 року папа Пій XI своєю буллою Ad ecclesiastici підпорядкував Пряшівський престол безпосередньо Апостольській Столиці. Єпархія складалась головно з русинів-українців і словаків. Першим Пряшівським владикою став Григорій Таркович.
- Гайдудорозька (1912), яка в свою чергу стала основою до створення Угорської греко-католицької церкви.

8 червня 1912 року Папа Пій Х «у зв'язку з раптовим зростом греко-католиків-угорців та з надією на мир та єдність між вірними одного обряду, що говорять різними мовами», заснував Гайдудорозьку єпархію (сучасна Угорщина), до складу якої включено 68 парафій Мукачівської та вісім парафій Пряшівської єпархій. Тепер до складу Гайдудорозької єпархії належать переважно парохії, які входили колись до складу Мукачівської єпархії.
- Пітсбургська греко-католицька митрополія: наприкінці XIX століття закарпатці, що емігрували у Пенсильванію (США) засновували там греко-католицькі парафії, а в 1913 виокремились в окремий русинський екзархат.

### Спроба об'єднання Мукачівської та Пряшівської єпархій із Галицькою митрополією з наданням статусу «sui juris»
1888 року Папа Лев XIII оприлюднив план об'єднання Мукачівської та Пряшівської єпархій із Галицькою митрополією. Угорський примас, кардинал Янош Сімор оголосив, що реалізація такого плану була б великою образою національних почувань угорців.
1898 року в Будапешті засновано «Краєвий комітет греко-католиків-мадярів», який поставив завдання перевести богослужіння на угорську мову, викреслити з церковного календаря імена св. Параскеви, св. Бориса, св. Гліба, св. Володимира, св. Теодосія та Антонія Печерських, бо вони — не мають нічого спільного із Закарпаттям.
2 вересня 1937 року Ватикан остаточно звільнив Пряшівську та Мукачівську єпархії від підпорядкування угорському Естергомському архієпископу, надавши їм статус «sui juris».
15 листопада 1938 року Ватикан призначив Крижівського єпископа (Югославія) Діонісія Няраді Апостольським візитатором Карпатської України.

### Повоєнний період (XX сторіччя)
Від часу свого заснування наприкінці XIV століття Мукачівська греко-католицька єпархія перебувала під безпосередньою юрисдикцією угорських єпископів та архієпископів, що оберталося для місцевого українського духовенства та звичайних вірних нещадним гнітом. Тому провідні церковні діячі Закарпаття завжди прагнули усамостійнити свою єпархію від негативного угорського впливу. Однак бажаний свій статус лат. sui juris (своє право) Мукачівська греко-католицька єпархія здобула лише 1937 року, коли вона була остаточно виведена з-під залежності угорського Естергомського архієпископа та безпосередньо підпорядкована Ватикану. Але після окупації Карпатської України військами хортистської Угорщини єпархія втратила статус «sui juris» і її негайно було повернуто під контроль Естергомського архієпископа.
Після насильницької ліквідації греко-католицької церкви на Закарпатті у 1948 проблема її безпосереднього підпорядкування втратила сенс. Але з легалізацією Української греко-католицької церкви в 1989-му та здобуттям Україною незалежності проблема підпорядкування цієї єпархії постала особливо гостро.
Прихід радянської влади на Закарпаття восени 1944 року збігся з призначенням нового єпископа — владики Теодора Ромжі, який активно душпастирськи працював із вірними. Основною «сценою» для драми місцевої греко-католицької церкви став монастир святого Миколая, розташований на Чернечій горі поблизу Мукачева. 28 серпня 1946 року, на Успіння Богородиці, владика Ромжа проповідував тут для 50 тисяч вірних. Не маючи можливостей «переконати» владику та його священників, більшовики навесні 1947 року захопили монастир святого Миколая. Саме тут планувалося проголосити для вірних акт приєднання до російської церкви. З цією метою запросили православних єпископів та колишніх греко-католицьких священників із Галичини. Але під час чергової прощі, 28 серпня 1947 року, тисячі прочан пройшли повз монастир і рушили до Мукачівського храму.
Отримавши санкції найвищого партійного керівництва, 27 жовтня 1947 року МГБ здійснює замах на владику Ромжу. Коли він повертався з однієї із сільських парафій, на запряжену кіньми дерев'яну бричку єпископа на лісовій дорозі наїхала вантажівка. Незважаючи на потужний удар, а також на те, що співробітники МГБ залізними кілками побили пораненого єпископа, Теодор Ромжа вижив. Його привезли до лікарні. Щоб закінчити «справу», 1 листопада йому ввели смертельну ін'єкцію. Прикметно, що відкритий протест проти таких дій МГБ висловили навіть троє єпископів РПЦ.
Смерть єпископа не змусила греко-католицьких священників до співпраці, відтак на Закарпатті не вдалося «ліквідувати» церкву за львівським сценарієм. Двох найвпливовіших священників — Олександра Хіру та Миколу Муранію — засудили на 25-річні терміни, а 93 священики краю загинули в тюрмах та концтаборах.
Позбавивши Мукачівську єпархію керівництва, унію було ліквідовано шляхом підписання акту про перехід греко-католиків до православ'я. Цей процес очолив отець Кондратович, який, між іншим, був членом Комуністичної партії Угорщини. Формально акт зачитали знову ж таки на Успіння Богородиці, 28 серпня 1949 року в монастирі святого Миколая, що на Чернечій горі. Під актом підписалося менше половини закарпатського духовенства. Більшість із них згодом розкаялися й повернулися до підпільної греко-католицької церкви.
Окремої уваги заслуговує ще один закарпатський єпископ: Олекса́ндр Хіра (* 17 січня 1897, Вільхівці, нині Тячівського району Закарпатської області —† 26 травня 1983, Караганда, Казахстан) — український церковно-культурний діяч. 1943 призначений папою Пієм XII папським домашнім прелатом. 1944 призначений генеральним вікарієм Мукачівської єпархії новохіротонізованим єпископом Теодором (Ромжею). 19 грудня 1944 (1945) таємно хіротонізований владикою Теодором (Ромжею). Був репресований, 28 квітня 1989 реабілітований посмертно. Від січня 1957 працював на копальнях у Караганді Казахської РСР. Проживав там до самої смерті, душпастирював серед вірних в Казахстані, висвячував священників для Мукачівської єпархії та хіротонізував свого наступника — о. Івана Семедія (1978) під час своїх короткочасних поїздок в Україну.
Проживаючи в Караганді, владика Олександр продовжував бути духовним наставником осиротілої багатостраждальної Мукачівської єпархії. Вже немолодим, він, коли виникала потреба, долав відстань у понад 5 тисяч кілометрів від Караганди до Ужгорода. Є дані, що за період 1956—1983 владика Олександр для підпільної Мукачівської єпархії висвятив на священників майже 30 богословів і рукоположив трьох єпископів.

### Вихід із підпілля, відновлення Мукачівської греко-католицької єпархії
Після проведеного за ініціативою сталінського тоталітарного режиму Львівського церковного собору у 1946 р. Мукачівська греко-католицька єпархія разом з УГКЦ була оголошена розпущеною, її церковна організація насильно ліквідована.

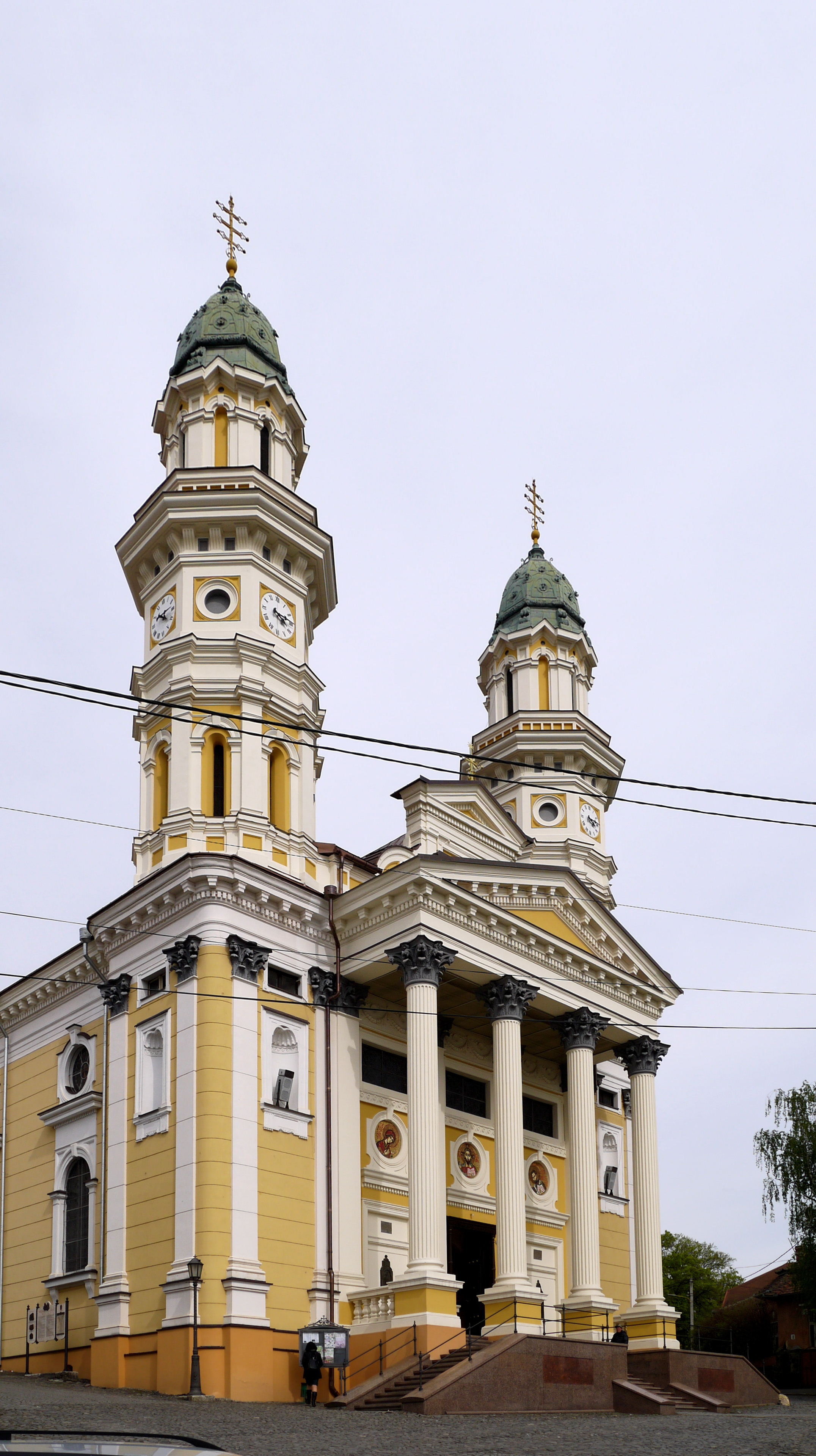
Ужгородський кафедральний собор

На початку 1980-х років деякі священики та зацікавлена світська молодь вжили зусиль для розповсюдження за кордоном інформації про драматичне становище греко-католиків та їх дії для утвердження Церкви. У вересні 1982 Йосип Тереля організував Комітет захисту Української католицької церкви («Ініціативна Група в справі захисту прав віруючих та Церкви»), що ставив собі за мету домогтися її легалізації. Хоч у відповідь на це режим став заарештовувати її активістів, серед українців Галичини та Закарпаття відданість своїй давній церкві не втрачала сили.

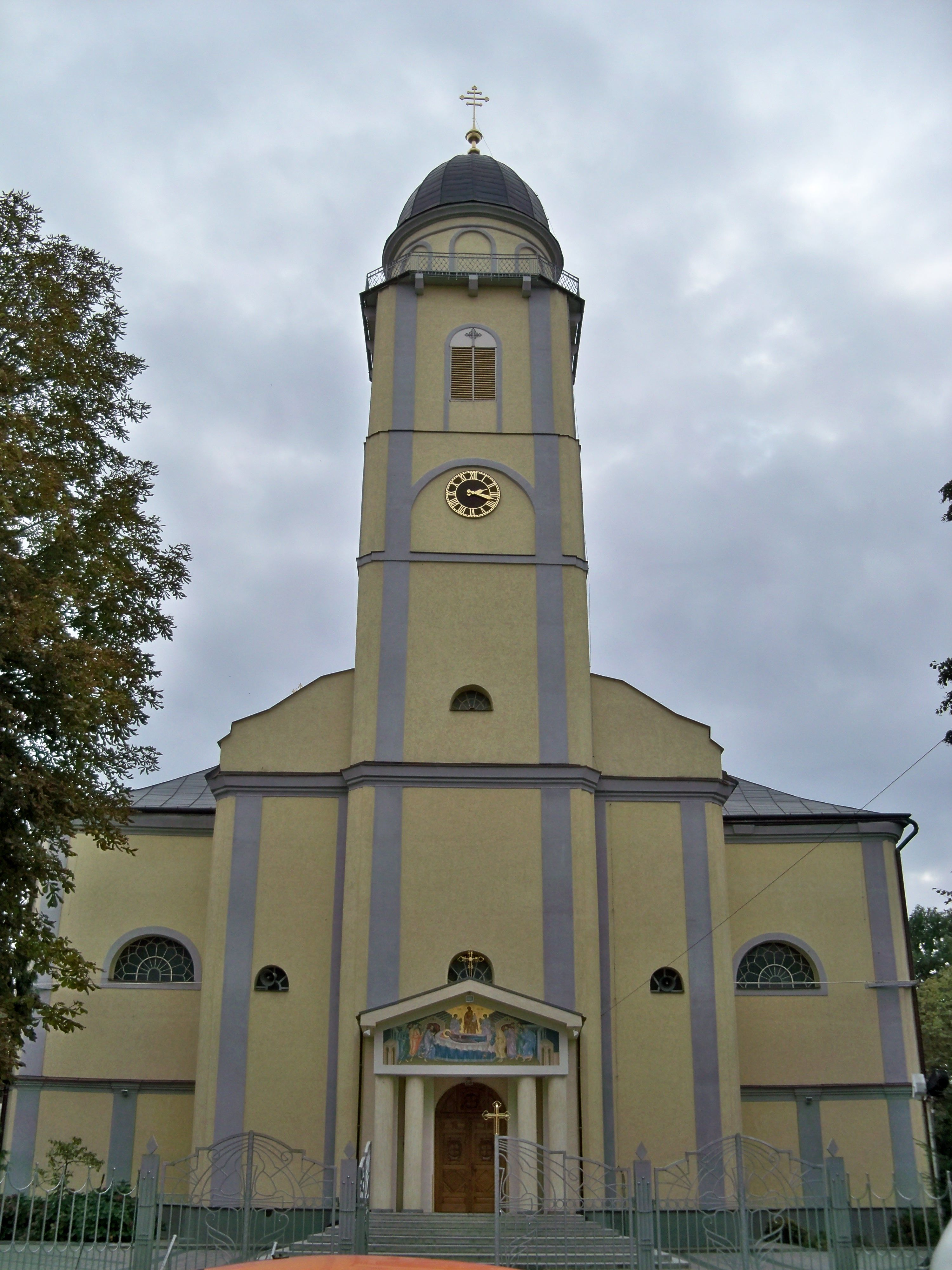
Успенський собор (Мукачево)

Після арешту Терелі і засудження його до позбавлення волі на один рік у грудні 1982, керівництво перейшло до Василя Кобрина, який, у свою чергу, був засуджений до 3 років примусових робіт у листопаді 1984. Від початку 1984 група почала нерегулярно розповсюджувати бюлетень «Хроніка Католицької церкви на Україні», в основному підготовлений Йосипом Терелею.
Однією з причин появи бюлетеню, крім негативної атмосфери довкола руху за легалізацію Української греко-католицької церкви, було почуття кризи, що поглиблювалася в підпільній Церкві. Джерелом цієї кризи було старіння та вимирання священників, які були навчені в «нормальних» умовах (перед нищенням Церкви), та не могли бути заміщені такою ж кількістю добре підготованих молодих священників. Іншим приводом було те, що протягом майже 40 років прибувало щораз більше «криптокатоликів», які відвідували православні храми. З ними працювала нова ґенерація ортодоксальних священників, які не виховувалися в греко-католицькій традиції та поступово відштовхувалися від Української греко-католицької церкви і могли не повернутися до неї, доки та була в підпіллі і не отримала визнання режиму.
З 1987 року рух за відновлення греко-католицької церкви набуває організованого динамічного характеру. Створений Комітет захисту Української католицької церкви звертається до державних органів влади, зарубіжних релігійних центрів, зокрема до Ватикану, до міжнародних організацій, вимагаючи визнання існуючої греко-католицької церкви. Згодом, у 1987—1988 роках, відкрито заявила про себе ієрархія ГКЦ, обнародувавши ряд звернень до Президії Верховної Ради СРСР і Папи римського Іоанна Павла II з проханням легалізувати греко-католицьку церкву. Після цього відбулася зустріч у Римі Папи Іоанна Павла II і Президента СРСР М.Горбачова, що привело до встановлення дипломатичних відносин між СРСР і Апостольською Столицею. Усе це, звичайно, дало змогу поставити питання про легалізацію греко-католицької церкви в Україні та її реєстрацію на практичну основу.
Активізації західноукраїнських віруючих сприяло відзначення християнським світом у 1988 р. тисячолітнього ювілею хрещення Київської Русі. Радіо «Свобода» відзначало весною того ж року, що «серед віруючих Західної України відчувається велике піднесення, спонтанно люди збирають підписи і їдуть із зверненнями до Москви домагатися легалізації їхньої парафії», і що протягом трьох перших місяців 1988 р. в галицьких областях та Закарпатті було зібрано близько 10 тис. підписів на підтримку УГКЦ.
30 листопада 1988 р. Рада у справах релігій при Раді Міністрів УРСР зробила заяву про реєстрацію релігійних громад греко-католиків.
У 1995 році Римо-Католицький престіл хотів надати главі УГКЦ духовну владу над усіма греко-католиками в межах України і в тому числі над Мукачівскою греко-католицькою єпархією. Але задумане не вдалося реалізувати завдяки потужному угорському лобі у Ватикані. 27 лютого 2021 року глава ГКЦ в Угорщині Фюлепa Кочіш просив Папу Франциска не допустити єдності УГКЦ із МГКЄ.
Після більш ніж 40-річної перерви греко-католицька церква офіційно відновила свої структури. За даними на 1 січня 1999 р. у Закарпатській області було відновлено 289 греко-католицьких парафій. Дискусії й суперечки щодо підпорядкування Мукачівської греко-католицької єпархії спонукали Апостольську Столицю спеціально розглянути ситуацію в ній. Конгрегація східних церков вивчила це питання і доручила апостольському нунцію в Україні архієпископу Антоніо Франко довести її рішення до зацікавлених сторін. Враховуючи різноманітність традицій, обрядів і культур населення Закарпаття, внутрішньо-конфесійні труднощі, Ватикан звернувся до єпископа Івана Семедія призначити помічних єпископів-синкелів Івана Маргітича для греко-католиків українського походження і Йосифа Головача — для тих, які не мають української ідентичності.

### XXI сторіччя
17 вересня 2011 року Преосвященний владика Мілан видав Декрет про поділ єпархії на Ужгородський, Мукачівський та Хустський архідияконати. Згідно з адміністративним поділом єпархія розділяється на архідияконати — керують якими архідиякони (від. грец. ἀρχι — головний, старший та διάκονος — диякон, служитель). Відповідно архідияконати розділяються на деканати керувати якими призначаються декани (від лат. decanus — десятник), яким довіряється керування кільканадцятьма парафіями.
Віддалені від центру архідияконати в своєму статусі підвищуються до вікаріатів, які очолюють єпископські вікарії (від лат. vicarius — заступник, намісник), яким надається більша управлінська влада над парафіями повіреного їм вікаріату та призначається окрема консисторія (від лат. consistorium — рада).
Звичайно поділ єпархії на архідияконати потреба часу, адже за 20 років після виходу з підпілля Мукачівська греко-католицька єпархія розрослася і для покращення управляння та для кращої духовної обслуги всіх вірників виникла потреба децентралізації управління єпархією.
Станом на липень 2012 року Мукачівська єпархія налічує 421 громаду по всьому Закарпаттю, 245 діючих єпархіальних священників, 11 священників-емеритів (на пенсії), 15 наших духовних отців працюють за кордоном. Діє понад двадцять монастирів та сотню семінаристів, частина з яких навчається за межами України. 167 новозбудованих церков і каплиць, не рахуючи тих, що діють у пристосованих приміщеннях. Крім того, служби відправляються ще в 130 старих церквах, які повернуті після легалізації греко-католицької церкви. Будуються 55 церков. Окрім того, є 14 храмів, де греко-католики моляться почергово із православними, і близько 20, які використовуються разом із римо-католиками.
Тож вірники Мукачівської єпархії є по всьому світі — крім Центральної Європи, сягнули і Сполучених Штатів. Сьогодні (2012) Русинська візантійська католицька церква складається з митрополичої архієпархії, на чолі якої стоїть митрополит Пітсбурзький Вільям Чарлз Шкурла та трьох єпархій — Пассейка (вакантна), Парми (правлячий єпископ — Джон Майкл Кудрик) і єпархія Покрови Пресвятої Богородиці в Фініксі (правлячий єпископ — Джералд Ніколс Діно). Остання єпархія раніше мала назву єпархії Вен-Найза, однак після руйнівного землетрусу 1994 року осідок цієї єпархії було перенесено з однойменного передмістя Лос-Анджелеса (Каліфорнія) у м. Фінікс (Аризона).
- 12 січня 2013 року в Ужгородському греко-католицькому Хрестовоздвиженському катедральному соборі відбулася хіротонія Преподобного о. Ніла Лущака, ЧБМ, викладача Ужгородської греко-католицької богословської академії ім. Блаженного Теодора Ромжі Мукачівської єпархії.

Головний святитель — Мілан Шашік СМ, єпарх Мукачівський; співсвятителі — Вільям Скурла, митрополит Пітсбургський (США) та архієпископ Циріл Васіль ТІ, Секретар Конгрегації для Східних Церков. (Східні католицькі церкви). Крім цього, на єпископській хіротонії були присутні 26 єпархів, серед яких Його Блаженство Владика Святослав (Шевчук), Верховний Архієпископ Києво-Галицький УГКЦ (Україна), Його Високопреосвященство Владика Едвард Галіксон, Апостольський нунцій та інші.

## Ікони
Найбільш відомою і вшанованою в Мукачівській єпархії була ікона Богородиці Маріяповчанської, намальована закарпатським іконописцем Стефаном Папом у 1676 р. Після дива сльозіння ікони Богородиці в намісному ряді руської приходської церкви 1696 р. села Марія-Повч (сучасна Угорщина), вона стала чи не найбільшою святинею для вірних тодішньої Мукачівської єпархії. З найвіддаленіших куточків Карпат до неї сходилися люди засвідчуючи свою віру і любов до свого обряду, адже останній був і одною з головних форм власної самоідентифікації. Але з 1919, після входження Закарпаття до складу щойно створеної Чехословацької Республіки, найбільша святиня єпархії опинилася за кордоном, куди прочанам потрапити було досить складно. Духовний пієтет, який викликала ікона Богородиці Маріяповчанської, зумовив в цій ситуації пошуки відповідної заміни, що могла б об'єднати навколо себе віруючих в краї. Розуміючи значення втраченої святині для закарпатців, Папа Пій XI в 1926 подарував Мукачівській єпархії ікону Пресвятої Богородиці. Розмістили цю ікону в церкві Мукачівського Свято-Миколаївського монастиря на Чернечій горі. Чин інтронізації провів владика Петро Ґебей, який з цієї нагоди віддав в опіку Пресвятої Діви Марії всю тодішню Мукачівську єпархію.
Після ліквідації греко-католицької церкви на Закарпатті (1947) ікону, що на той час уже встигла зайняти визначальне місце в духовному житті єпархії, було втрачено. Копія, встановлена на боковому вівтарі монастирської церкви на Чернечій горі не витримувала жодної мистецької критики, і до того ж втратила актуальність в уже православному храмі. Тільки в 1999 р. ця чудова ікона постала перед поглядами вірних у Малоберезнянському Святодухівському монастирі.
За офіційним твердженням, Ікона Мукачівської Пречистої Богородиці походить із Греції або з Константинополя. Висловлено здогади про те, що вона була намальована раніше зазначеної на ній дати (1453). Також зауважено, що невідомо яким чином ікона могла потрапити до Риму, де зберігалася до 1926.
Крім згаданих вище ікон заслуговує на увагу Боронявська Богородиця. За чудотворні зцілення цю ікону Пресвятої Богородиці наприкінці XVIII ст. на основі подань Духовної комісії було визнано «благодатною», тобто чудотворною, а згідно з декретом Папи Лева XIII від 28 березня 1893 року її було короновано, а боронявській василіянській чернечій обителі (монастиреві надано дозвіл на проведення відпустових свят три рази на рік: Благовіщення Пречистої Діви Марії, св. пророка Іллі і Воздвиження Чесного Хреста.

## Видатні історичні постаті
Мукачівська єпархія протягом багатьох віків була практично одноосібним захисником населення, яке проживало на схід від Карпат, самобутності, історії, побуту. Але крім вікаріїв та єпископів Мукачівська єпархія багата на визначні постаті, які походили з священницьких сімей чи були священиками і залишили глибокий слід в історії краю.
- Волошин Августин Іванович — прем'єр Подкарпатської Русі, президент Карпатської України.
- Добрянський Адольф Іванович — політичний і громадський діяч, історик, публіцист русинського напрямку; державний службовець Австро-Угорщини. Походив зі священицької родини.
- Духнович Олександр Васильович — «русинський будитель».
- Митрак Олександр Андрійович — син священика, священик, редактор «Подкарпатського літературного общества св. Василия Великого». Склав русько-мадьярський (російсько-угорський) (виданий 1881) та мадьярсько-руський (угорсько-російський) (виданий 1922) словники. 3000 примірників передав для благодійного розповсюдження «Обществу святого Василія Великого»
- Павлович Олександр Іванович — У 1847 р. закінчив Трнавську духовну семінарію, священик, поет, громадський діяч, педагог. Та багато інших.

## Структура єпархії

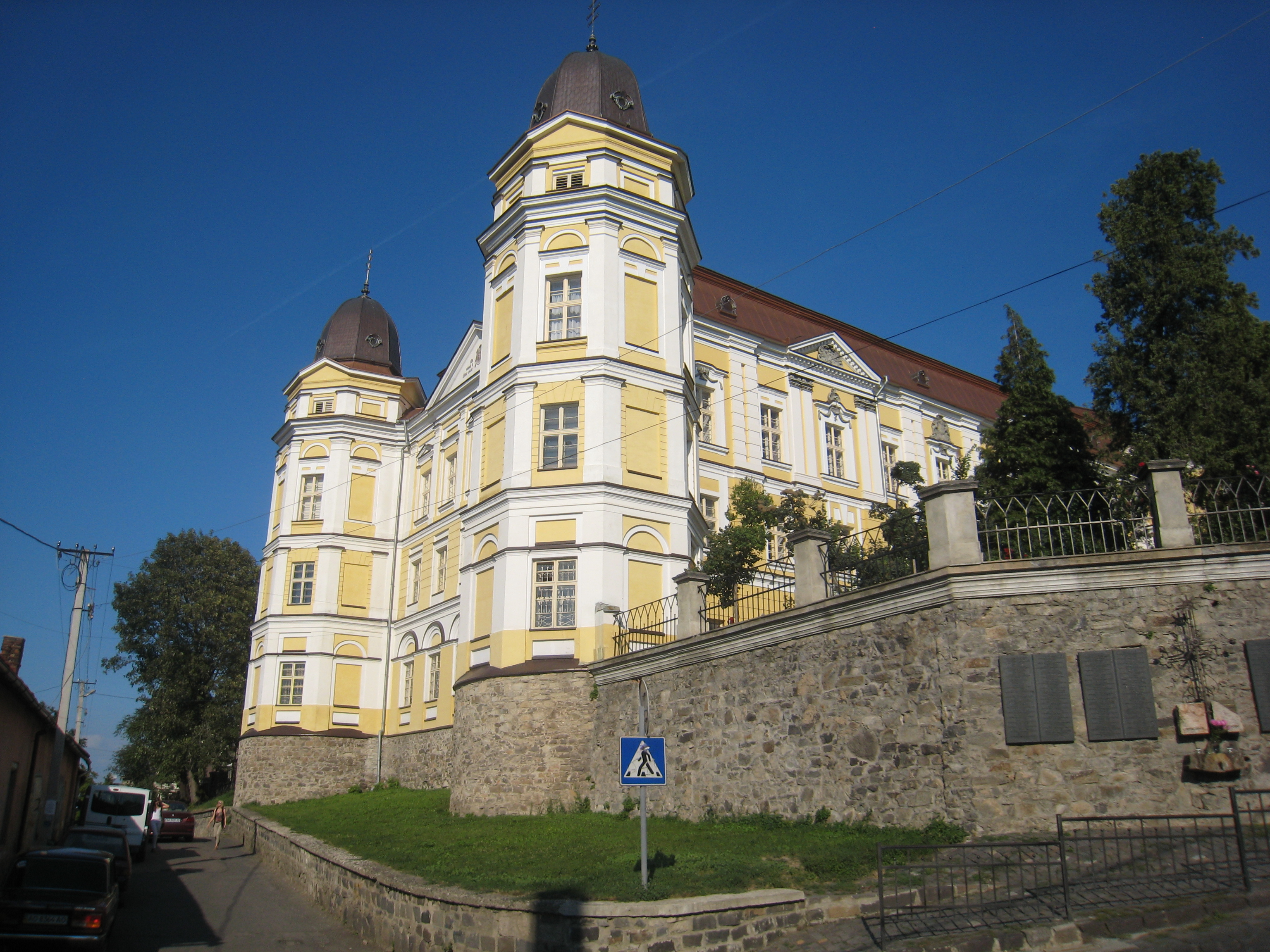
Будівля мукачівських єпископів в Ужгороді

### Єпархіальна курія
88000 • м. Ужгород, пл. А.Бачинського, 1
- Єпархіальний єпископ: Кир Теодор Мацапула, OFM, PhLic.
- Протоскинкел: архімандрит Петро-Павло Береш, д-р.
- Синкел у справах духовенства: митр. прот. Михайло Баник.
- Синкел у справах мирян: митр. прот. Сергій Слободянюк.
- Канцлер: архімандрит Петро-Павло Береш, д-р.
- Секретар: ієромонах Макарій (Медвідь), SEOLic.
- Віце-канцлер: прот. Юрій Симйон.

### Поділ
Єпархія поділена на 21 деканат, що входять до трьох округів:
- Ужгородський архідияконат (очолює архідекан Володимир Ковтик, став. прот.), до якого входять: деканат Ужгород-місто, деканат Ужгород-район, Берегівський деканат, деканат Берегово-район, Великоберезнянський деканат, Перечинський деканат та Середнянський деканат з усіма парафіями, що до них належать.
- Мукачівський архідияконат (очолює архідекан Мирослав Сипко, став. прот.), до якого входять: деканат Мукачево-місто, деканат Мукачево-район, Іршавський деканат, Білецький деканат, Виноградівський деканат, Воловецький деканат, Свалявський деканат та Чинадіївський деканат з усіма парафіями, що до них належать.
- Хустський єпископський вікаріат (очолює синкел Володимир Бабич, митр. прот.), до якого входять: Хустський деканат, Великобичківський деканат, Міжгірський деканат, Рахівський деканат, Солотвинський деканат та Тячівський деканат разом з усіма парафіями, що до них належать.

### Комісії
- Літургійна.
- Церковно-архітектурно-мистецька.
- Катехитична.
- У справах молоді.
- У справах родини.
- У справах душпастирства у закладах охорони здоров'я.
- У справах екології.
- Постуляційний процес беатифікації Слуг Божих Владики Олександра Хіри, Петра Павла Ороса та інших Мучеників Мукачівської Єпархії XX ст. Див. також: Новомученики Мукачівської єпархії (МГКЄ)

### Благодійні фонди
- «КАРІТАС — CARITAS», с. Минай • Ужгородський район.
- Ім. Блаженного Теодора Ромжі, м. Ужгород.
- Притулок для пристарілих людей ім. Олександра Хіри, смт Усть-Чорна • Тячівський район.
- Дитячий садок «НАЗАРЕТ», смт Королево • Виноградівський район.
- Будинок сиріт «ЗЕРНЯТКО», смт Королево • Виноградівський район.
- Дитячий садок Св. Климентія, м. Перечин.
- Дитячий садок Св. Михаїла, с. Ботар (Братово) • Виноградівський район.

### ЗМІ єпархії
- Єпархіальний часопис «Благовісник».
- Мас-медійний центр.

### Навчальні заклади
- Ужгородська греко-католицька духовна академія ім. Блаженного Теодора Ромжі (с. Минай, Ужгородський район).
- Духовний колегіум Святих Кирила і Мефодія (м. Хуст).
- Греко-католицький єпархіальний ліцей ім. Олександра Стойки (с. Карачин, Виноградівський район).
- Єпархіальний духовний центр ім. Блаженного Івана Павла II під покровом ікони Мукачівської Божої Матері, с. Анталовці, Ужгородський район.

### Інші органи
Економічна рада, єпархіальний трибунал (суд першої інстанції), єпархіальні дорадники, Пресвітерська рада.

## Мукачівські єпархи
В «Історії карпатських русинів» подається список єпископів Мукачівської єпархії від Луки — до Василя Поповича та згадка про останніх православних єпископів Марамороша Йосифа Стойку і Досифея Теодоровича.
- Лука-пресвітер — 1445—1490
- Іоан — 1491
- Владислав — 1551—1561
- Василь III (Арданівський) 1597 — ? (єпископ, який був поінформований про події в Бересті — унію 1596 р.)
- Іларіон — 1561—1606
- Сергій — 1606—1618
- Євфімій — 1618—1620
- Петроній — 1620—1627
- Іоан Григорович 1627—1635
- Парфірій Ардан і Софроній Юско — 1640—1642
- Василь Тарасович — єпископ Мукачівської єпархії з 1634, перший єпископ Мукачева з часу укладення 24 квітня 1646 року Ужгородської унії до † 1651.
- Парфеній Петрович — перший унійний єпископ Мукачева (1651—1665)
- Іоаникій Зейкан — 1666—1670
- Іоан-Йосиф Волошиновський — 1670—1680
- Амфілохій Малчовський — 1676 — ?
- Феофан Маврокардоті — 1677 — ?
- Парфірій Кульчинський — 1680 — ?
- Іоан-Ієронім Липницький — 1681—1690
- Михаїл Сербин — 1685 — ?
- Димитрій Монастеллі (1685—1688)
- * Рафаїл Ангело (адміністратор) — 1686 — ?
- Мефодій Раковецький (1687—1689)
- Йоан-Йосип де Камеліс (1690—1706)
- * Юрій (Винницький) (з 7 квітня 1707 року адміністратор Мукачівської єпархії)
- Йосип Годермарський (1707—1716)
- Георгій-Геннадій (Юрій) Бізанцій (1716—1733)
- Сімеон-Стефан Ольшавський (1733—1738)
- Юрій Гаврило Блажовський (1738—1742)
- Мануїл Ольшавський (1742—1767)
- Іоан Брадач (* 14 лютого 1732 — † 4 липня 1772) (11 травня 1768 — 4 липня 1772)
- Андрій Бачинський (* 1732 — † 1809) (1773—1809), перший незалежний від Ягерського єпископства з часу укладення 24 квітня 1646 року Ужгородської унії єпископ Мукачева.
- Олексій Повчій (28 липня 1817 — 11 липня 1831)
- ***** Іван Чургович канонік, управляв Мукачівською греко-католицькою єпархією як капітульний вікарій з липня 1831 року до висвячення на єпископа в 1837/8 році Василя Поповича
- Попович Василь Юрійович (* 1796 — † 1864) (1837—1864)
- Степан Панкович (*1820 — †1874) (22 лютого 1867—1874)
- Іоанн Пастелій (*1826 — 1891) (12 березня 1875—1891)
- Юлій Фірцак (17 грудня 1891 — 2 червня 1912)
- Антоній Папп (2 червня 1912 — 14 липня 1924)
- Петро Гебей (* 1864 — † 1931) (16 липня 1924 — 26 квітня 1931)
- Олександр Стойка (3 травня 1932 — 31 травня 1943)
- Діонісій Няраді з 29.11.1939 по 16.03.1939 р. тимчасово призначений Апостольським адміністратором для 280 парафій МГКЄ на землях, що увійшли до складу тодішньої Чехо-Словацької Республіки та Підкарпатської Русі.
- Міклош Дудаш (ЧСВВ) єпископ-ординарій Гайдудорозької єпархії тимчасово призначений апостольським адміністратором єпархії від 11 грудня 1943, але перебуваючи в м. Ніредьгаза не міг адмініструвати Мукачівську єпархію через політичну ситуацію, тому з вересня 1944 року справами повністю займався єпископ Теодор (Ромжа). Офіційно звільнений від обов'язків 09 лютого 1946.
- Теодор Ромжа (8 вересня 1944 — 1 листопада 1947) — у червні 2001 Папа Римський Іван-Павло II під час свого візиту в Україну причислив Теодора Ромжу до лику блаженних. У Мукачівській греко-католицькій єпархії діє Ужгородська греко-католицька богословська академія імені Теодора Ромжі.
- ***** Микола Мурані капітулярний вікарій, керував єпархією за часів підпілля (до 1979).
- ***** Олександр Ільницький капітулярний вікарій, (Апостольський протонотаріус, протоієрей Капітулу Мукачівської Греко-Католицької єпархії).
- * Петро Орос (* 14 липня 1917 — † 27 серпня 1953), за свідченням о. Стефана Бендаса 19 грудня 1944 р. Петро Павло Орос таємно висвячений владикою Теодором Ромжею на єпископа
- * Олександр (Хіра) (* 17 січня 1897, — † 26 травня 1983) 19 грудня 1944/5 таємно хіротонізований владикою Теодором (Ромжею).
- Іоанн Семедій (єпископська хіротонія 24 серпня 1978) (26 травня 1983 — 12 листопада 2002)
- * Іван (Маргітич) (* 4 лютого 1921 — 7 вересня 2003) (помічний єпископ-синкел) 10 вересня 1987 року висвячений владикою Софроном Дмитерком на єпископа Мукачівської греко-католицької єпархії. Папа Іван Павло II своєю буллою від 5 січня 1991 року призначив Івану Маргітичу титулярну єпископську столицю Скопеленську в Емімонті та іменував єпископом-помічником Владики Івана (Семедія).
- * Юрій Джуджар з 2001 року до 2003 року помічний єпископ Мукачівської єпархії, з 28.08.2003 р. титулярний єпископ Аркассуса, в теперішній час Апостольський Екзарх для греко-католиків Сербії та Чорногорії.
- Мілан Шашік (12 листопада 2002 — 14 липня 2020 року)
- * Ніл (Лущак) (19 листопада 2012 року Святіший Отець Бенедикт XVI призначив о.Ніла (Лущака) Єпископом-помічником Мукачівської греко-католицької єпархії, надаючи йому титулярний осідок Фленуклети)
- Теодор Мацапула (іменований правлячим єпископом 8 травня 2024 року)[11]

## Можливе об'єднання з УГКЦ
Після відновлення незалежності України у Львові в соборі св. Юра 16-31 травня 1992 року відбувся Священний Синод єпископів УГКЦ, який вийшов з посланням Папі Іванові Павлові II. Ним було запропоновано можливе розв'язання нагальної ситуації з греко-католиками Мукачівської єпархії, де «значна частина священиків і переважна частина вірних виявляла рішуче бажання належати до Києво-Галицької митрополії, оскільки вони вважали себе одною Церквою і одним народом з греко-католиками русинами-українцями всієї України». На той час на адресу Синоду вже надійшли 54 письмові звернення від 77 діючих церков і церковних громад Мукачівської єпархії, які «заявляли свою єдність з усіма греко-католиками України, яких вважали своїми братами по вірі, по крові і по мові…» Тоді позитивному вирішенню питання завадило впливове лобі у Ватикані з переважно угорських та словацьких церковних діячів.
У 1995 році Римо-Католицький престол хотів надати главі УГКЦ духовну владу над усіма греко-католиками в межах України з Мукачівською греко-католицькою єпархією включно, але задумане не вдалося реалізувати. 27 лютого 2021 року глава ГКЦ в Угорщині Фюлеп Кочіш просив Папу Франциска не допустити єдності УГКЦ із МГКЄ.

### Церковна юрисдикція єпархів
Питання церковної юрисдикції Мукачівських єпархів від заснування єпархії і до прийняття унії вважається дискусійним, адже є погляди на існування на Закарпатті двох центрів церковної влади — в Мукачеві та в Грушеві. У середині XV століття в Мукачеві згадується пресвітер Лука, який міг виконувати єпископські функції, підпорядковуючись Сербському митрополиту. Відома також грамота Константинопольського патріарха Антонія від 1391 про надання Грушевському монастирю ставропігії. У 1491 році в Мукачеві згадується єпископ Іоанн, який прагнув поширити свій вплив на всю територію Закарпаття.
Мукачівські владики, аж до смерти єп. Юрія Г. Бізанція, були одночасно архимандритами Святомиколаївського монастиря і їм підлягали всі закарпатські монастирі, хоч вони не були між собою тісно пов'язані. Спроба об'єднати закарпатські монастирі в одну Провінцію настала щойно після смерті згаданого Владики 1733 p., після похорону якого, ігумени монастирів: Березнянського, Імстичівського, Краснобрідського і Зачівського − признали «законное послушаніе» ігуменові Мукачівського монастиря, який був зобов'язаний їхні монастирі «ведлуг регули святой − посипати и о них попеченіе мати». Так першим протоігуменом став тодішній ігумен Святомиколаївського монастиря на Чернечій горі, о. Григорій Булко ЧСВВ († 1742), від якого властиво зачинається список Василіянських Протоігуменів на Закарпатті.
З часу укладення 24 квітня 1646 року Ужгородської унії єпископ Мукачева підпорядковувався Еґерському єпископу, аж поки єпископ Андрій Бачинський (*1732 — †1809) (1773—1809) не добився незалежності від римо-католицького духовенства.

## Єпископи
- Іоан (Семедій) (січень 1979 — листопад 2002)
- Мілан (Шашік) (12 листопада 2002 — 14 липня 2020)
- Ніл (Лущак) (від 20 липня 2020 року)
- Теодор (Мацапула) ( від 16 липня 2024 року)

## Зауваження
1. ↑  З 1 вересня 2023 року.
2. ↑  Частина парафій за бажанням.